# La Membrolle-sur-Choisille
La Membrolle-sur-Choisille és un municipi francès, situat al departament de l'Indre i Loira i a la regió de Centre – Vall del Loira. L'any 2007 tenia 3.042 habitants.

## Demografia

### Població
El 2007 la població de fet de La Membrolle-sur-Choisille era de 3.042 persones. Hi havia 1.075 famílies, de les quals 210 eren unipersonals (109 homes vivint sols i 101 dones vivint soles), 447 parelles sense fills, 366 parelles amb fills i 52 famílies monoparentals amb fills.
La població ha evolucionat segons el següent gràfic:
Habitants censats

### Habitatges
El 2007 hi havia 1.138 habitatges, 1.091 eren l'habitatge principal de la família, 3 eren segones residències i 45 estaven desocupats. 1.039 eren cases i 97 eren apartaments. Dels 1.091 habitatges principals, 856 estaven ocupats pels seus propietaris, 216 estaven llogats i ocupats pels llogaters i 18 estaven cedits a títol gratuït; 15 tenien una cambra, 62 en tenien dues, 128 en tenien tres, 311 en tenien quatre i 574 en tenien cinc o més. 942 habitatges disposaven pel capbaix d'una plaça de pàrquing. A 411 habitatges hi havia un automòbil i a 628 n'hi havia dos o més.

### Piràmide de població
La piràmide de població per edats i sexe el 2009 era:
| Homes | Edats   | Dones |
| ----- | ------- | ----- |
| 0     | 95 o +  | 20    |
| 8     | 90 a 94 | 16    |
| 16    | 85 a 89 | 56    |
| 12    | 80 a 84 | 24    |
| 24    | 75 a 79 | 72    |
| 56    | 70 a 74 | 44    |
| 44    | 65 a 69 | 64    |
| 76    | 60 a 64 | 64    |
| 108   | 55 a 59 | 120   |
| 112   | 50 a 54 | 120   |
| 148   | 45 a 49 | 88    |
| 112   | 40 a 44 | 80    |
| 120   | 35 a 39 | 116   |
| 104   | 30 a 34 | 132   |
| 80    | 25 a 29 | 76    |
| 72    | 20 a 24 | 56    |
| 88    | 15 a 19 | 56    |
| 124   | 10 a 14 | 76    |
| 140   | 5 a 9   | 72    |
| 116   | 0 a 4   | 52    |

## Economia
El 2007 la població en edat de treballar era de 1.981 persones, 1.371 eren actives i 610 eren inactives. De les 1.371 persones actives 1.260 estaven ocupades (659 homes i 601 dones) i 111 estaven aturades (71 homes i 40 dones). De les 610 persones inactives 277 estaven jubilades, 194 estaven estudiant i 139 estaven classificades com a «altres inactius».

### Ingressos
El 2009 a La Membrolle-sur-Choisille hi havia 1.081 unitats fiscals que integraven 2.744 persones, la mediana anual d'ingressos fiscals per persona era de 22.339 €.

### Activitats econòmiques
Dels 118 establiments que hi havia el 2007, 2 eren d'empreses alimentàries, 8 d'empreses de fabricació d'altres productes industrials, 9 d'empreses de construcció, 21 d'empreses de comerç i reparació d'automòbils, 5 d'empreses de transport, 5 d'empreses d'hostatgeria i restauració, 5 d'empreses d'informació i comunicació, 6 d'empreses financeres, 8 d'empreses immobiliàries, 15 d'empreses de serveis, 25 d'entitats de l'administració pública i 9 d'empreses classificades com a «altres activitats de serveis».
Dels 20 establiments de servei als particulars que hi havia el 2009, 1 era una gendarmeria, 1 oficina de correu, 4 tallers de reparació d'automòbils i de material agrícola, 1 autoescola, 2 paletes, 2 guixaires pintors, 1 fusteria, 1 electricista, 4 perruqueries, 1 restaurant, 1 agència immobiliària i 1 saló de bellesa.
Dels 4 establiments comercials que hi havia el 2009, 1 era una gran superfície de material de bricolatge, 2 fleques i 1 una fleca.
L'any 2000 a La Membrolle-sur-Choisille hi havia 6 explotacions agrícoles que ocupaven un total de 279 hectàrees.

## Equipaments sanitaris i escolars
El 2009 hi havia 2 hospitals de tractaments de mitja durada (seguiment i rehabilitació) i 1 farmàcia.
El 2009 hi havia 1 escola maternal i 1 escola elemental.

## Poblacions properes
El següent diagrama mostra les poblacions més properes.